# 황산 암모늄 침전법
황산암모늄 침전법(ammonium sulfate precipitation)은 용해도를 변화시킴에 따라 단백질을 정제하는데 쓰이는 방법이다. 구체적으로 염석법(salting out;鹽析法)으로 불리는 더욱 일반적인 기술을 일컫는 경우도 있다.
황산암모늄은 강한 이온 강도의 염 용액까지 허용하는 높은 용해도 때문에 일반적으로 이용한다.
단백질의 용해도는 용액의 이온 강도에 따라 달라지므로 염의 농도에 따라서도 달라지는데, 두가지 구별되는 효과가 관찰된다. 낮은 이온 강도에서 단백질의 용해도는 이온 강도가 커질수록 증가한다. 이런 효과를 염용(salting in;鹽溶)이라고 한다. 이온 강도가 증가함에 따라, 단백질의 용해도는 감소하기 시작한다. 충분히 높은 이온 강도에서 단백질은 용액 속에서 거의 완전히 염석화 된다.
단백질은 높은 이온 강도에서 용해도가 구별될 정도로 다르기 때문에, 염석법은 주어진 단백질을 정제하는데 도움을 주는 아주 유용한 방법이다. 일반적으로 사용되는 염은 황산암모늄인데, 이 물질은 매우 수용성이며 호프마이스터 계열(Hofmeister series)상에서 높은 순위의 두 이온을 생성하며 효소의 활성에 의한 부작용이 없다. 사용할 때는 보통 포화용액을 이용해 원하는 농도로 희석해서 쓰며, 포화용액(100% 용액)의 백분위 농도로 표현한다.
예비 실험에서 황산암모늄 농도는 단계별로 증가시키며, 침전된 단백질은 각 단계별로 재생된다. 이 과정은 보통 황산암모늄을 첨가하면서 진행된다. 하지만 황산암모늄을 첨가하는 것은 용액의 부피를 상당히 증가시키므로 원하는 농도만큼 첨가할 황산암모늄의 양을 계산하는 것은 까다로운 과정이다. 첨가할 양을 계산하는 방법은 출판된 계산도표(nomogram)나 또는 전자계산기를 통해 구할 수 있다.
각 단백질 침전물은 개별적으로 신선한 버퍼에 용해되며 총 단백질량과 원하는 단백질량은 분석된다.
이 과정의 목적은 추출을 원하지 않는 단백질이 침전되는 최대 황산암모늄 농도를 찾는 것이며, 동시에 원하는 단백질이 용액에 남아있는 최대 농도를 찾는 것이다. 이는 역으로도 사용 가능하다.
침전된 단백질은 이후 원심분리로 제거되며 그 후 남은 오염 단백질은 최대한 용액 속에 남겨둔 채로 원하는 단백질이 침전될 최대 농도로 황산암모늄 농도를 높여준다. 이렇게 침전된 단백질은 원심분리를 통해 회복되며 다음 정제과정을 위해 사용하지 않은 깨끗한 버퍼에 용해시킨다.
이 기술은 많은 정제 계획에 있어 처음 단계로서, 대량의 오염 단백질을 빠르게 제거하는데 유용하다. 또한 희석용액에서 단백질을 농축시키는 과정에서 나중 단계에서 종종 쓰이기도 한다. 이러한 예시로는 겔 여과 과정(gel filtration) 등이 있다.